# Grusza kaukaska
Grusza kaukaska (Pyrus caucasica Federov.) – gatunek drzewa z rodziny różowatych. W zależności od ujęcia systematycznego traktowany jako odrębny gatunek zbliżony do gruszy pospolitej lub za jej podgatunek. Rośnie na zboczach górskich Kaukazu, na wysokości do 1600 m n.p.m. tworząc masywy leśne.

## Morfologia
PokrójDrzewo o stożkowatej koronie.
PieńOsiąga wysokość 14–16 (25) m. Pędy szarej barwy pokryte są cierniami.
LiścieOkrągłojajowate o wymiarach 3–5 x 2,5–4 cm, całobrzegie i w młodości lekko omszone. Ogonki liściowe są cienkie, długości 2–5,5 cm.
OwoceOdwrotnie stożkowate, brązowozielone o matowej szypułce długości 1–4 cm. Osiągają wymiary 1,5–3,5 cm x 2–4 cm.

## Zastosowanie
Siewki gruszy są stosowane na podkładki dla odmian szlachetnych gruszy europejskiej. Miazga siewek charakteryzuje się długim okresem aktywności co jest cenione w szkółkarstwie. Drzewa są dość wytrzymałe na mróz i odporne na choroby. 